# 圓突菊珊瑚
圓突菊珊瑚（学名：Favia veroni）为菊珊瑚科菊珊瑚屬下的一个种。